# Karl-Hermann Steinberg
Karl-Hermann Steinberg (* 22. Juni 1941 in Heiligenstadt; † 17. Oktober 2021) war ein deutscher Chemiker, Hochschullehrer und Politiker (CDU). Er war von 1971 bis 1990 Mitglied der Volkskammer und von 1982 bis 1991 Professor für Technische Chemie an der Karl-Marx-Universität Leipzig. Nach der Wende in der DDR war Steinberg von April bis Oktober 1990 Minister für Umwelt, Naturschutz, Energie und Reaktorsicherheit der DDR.

## Leben
Karl-Hermann Steinberg war Sohn eines Angestellten, besuchte die Oberschule und legte das Abitur ab. Ab 1954 war er Mitglied der Freien Deutschen Jugend (FDJ), ab 1959 der DDR-CDU und ab 1964 des Freien Deutschen Gewerkschaftsbundes (FDGB). Von 1959 bis 1964 studierte er an der Technischen Hochschule für Chemie Leuna-Merseburg und schloss als Diplomchemiker ab.
Von 1964 bis 1970 war er wissenschaftlicher Assistent in Merseburg; 1968 promovierte er mit einer Dissertation über Zusammenhänge zwischen den strukturellen, oberflächenchemischen und katalytischen Eigenschaften getemperter MgO-SiO2-Katalysatoren zum Dr. rer. nat. Ab 1971 wirkte er als wissenschaftlicher Lektor an der Hochschule in Merseburg. Von 1974 bis 1977 arbeitete Steinberg als Forschungschemiker im VEB Leunawerke. 1976 absolvierte er mit einer Arbeit zu oberflächenchemischen Eigenschaften von Y-Zeolithen die Promotion B zum Dr. sc. nat. (entspricht einer Habilitation). Ein Jahr später wurde er Dozent an der Sektion Chemie der Karl-Marx-Universität Leipzig und 1982 ordentlicher Professor für Technische Chemie.
Ab 1969 war Steinberg Stadtverordneter in Merseburg und Mitglied des Kreisausschusses Merseburg der Nationalen Front. Ab 1970 gehörte er dem Kreisvorstand Merseburg sowie dem Bezirksvorstand Halle der Ost-CDU an. Von 1971 bis März 1990 war er Abgeordneter in der Volkskammer der DDR. Während der Friedlichen Revolution wurde Steinberg am 18. November 1989 zum stellvertretenden Minister für Schwerindustrie in der Regierung Modrow ernannt, zudem war er ab Dezember 1989 stellvertretender Vorsitzender der CDU der DDR.
Nach der freien Volkskammerwahl im März 1990 war er vom 12. April bis 2. Oktober 1990 Minister für Umwelt, Naturschutz, Energie und Reaktorsicherheit der letzten DDR-Regierung (Regierung de Maizière). Im August 1990 setzte Ministerpräsident Lothar de Maizière (CDU) Steinberg zudem als Landesbevollmächtigten für den Verwaltungsaufbau im neugegründeten Land Sachsen-Anhalt ein. Dieses Amt hatte er bis zum Amtsantritt der ersten Landesregierung von Sachsen-Anhalt unter seinem Parteikollegen Gerd Gies am 2. November 1990 inne. Steinberg wurde im September 1990 als inoffizieller Mitarbeiter (IM) der Staatssicherheit enttarnt.
Nach der deutschen Wiedervereinigung zog sich Steinberg aus der Politik zurück und kehrte an die Universität Leipzig zurück. Noch 1991 machte er sich als Unternehmensberater selbständig. Bald darauf wurde Steinberg Forschungsdirektor der Preussag AG und erhielt den Auftrag, eine Technologie gegen die zu hohen CO2-Emissionen des Konzerns zu entwickeln. Die so konzipierte Einrichtung nutzte in einem Großlabor gezüchtete Chlorella (Mikroalgen). Als nach dreijähriger Forschungsarbeit das Pilotprojekt abgeschlossen war, konnte es wegen der Umwandlung des Preussag-Konzerns in das Reiseunternehmen TUI nicht mehr eingesetzt werden. Steinberg glaubte an das Projekt und machte sich als Geschäftsführer mit dem Bioreaktor selbständig. Er fand in der Wirtschaft Verbündete und die Landesregierung von Sachsen-Anhalt genehmigte und förderte eine Ansiedlung im Ort Klötze. Aus der ersten Produktion von Chlorella-Erzeugnissen wurde nach problematischem Beginn mittlerweile ein Großunternehmen unter dem Dach der Firma Roquette Frères, dessen Produkte für Medizin, Kosmetik und Nahrungsmittel eingesetzt werden.

## Auszeichnungen
In der DDR wurde Steinberg unter anderem mit dem Vaterländischen Verdienstorden in Bronze (1985) sowie dem Banner der Arbeit ausgezeichnet.